# ماك إيزلي
ماك إيزلي هو محامي وقاضي وسياسي أمريكي، ولد في 14 أكتوبر 1916 في تاهليكوا في الولايات المتحدة، وتوفي في 1 مارس 2006 في ألباكركي في الولايات المتحدة. نشط حزبياً في الحزب الديمقراطي. وقد انتخب عضو مجلس ولاية نيومكسيكو ‏ وانتخب عضو مجلس نواب نيومكسيكو ‏ وانتخب نائب حاكم نيومكسيكو ‏.